# Дюбург, Джордж
Джордж Дюбург (англ. George Dubourg; 8 февраля 1799, Лондон — 17 апреля 1882, Мейденхед) — английский музыкальный журналист. Внук скрипача Мэтью Дюбурга.
На протяжении всей жизни сотрудничал с разнообразными английскими газетами, сочинял также тексты песен — наиболее известна песенка Джона Парри «Требуется гувернантка» (англ. Wanted a Governess).
Наиболее известен как автор книги «Скрипка: некоторые замечания об этом ведущем инструменте и его наиболее выдающихся экспертах, от давних времён до настоящего времени» (англ. The Violin: Some Account of that Leading Instrument and Its Most Eminent Professors, from Its Earliest Date to the Present Time), изданной в 1836 году и выдержавшей пять переизданий в середине XIX века. Рецензенты-современники высоко оценивали как эрудицию автора, так и занимательность изложения, отмечая, что в лице Дюбурга скрипка наконец нашла своего «достойного певца» (англ. an able eulogist).